# Franck Perera
Franck Perera, född den 21 juni 1984 i Montpellier, Frankrike, är en fransk racerförare.

## Racingkarriär
Pereras karriär inleddes i Formel Renault, där han vann Formula Renault 2.0 Italia 2003, vilket gav honom chansen i F3 Euroseries 2004. Han vann rookiemästerskapet genom att vara jämn under hela säsongen och slutade åtta totalt i serien. 2005 var det tänkt att Perera skulle utmana om titeln, men han slutade fyra i serien, rejält distanserad av Lewis Hamilton, som vann titeln. 2006 körde Perera utan större framgångar i GP2. Han slutade på sextonde plats, och valde att flytta till USA och Champ Car Atlantic till 2007. Han slutade tvåa i serien bakom Raphael Matos, vilket gjorde att han under 2008 fick chansen i IndyCar. Han körde dock bara tre deltävlingar innan han fick lämna A.J. Foyt Enterprises. Han körde för AS Roma i Superleague Formula under hösten 2008 och senare var han testförare i Interwetten.com i Formula Renault 3.5 Series.

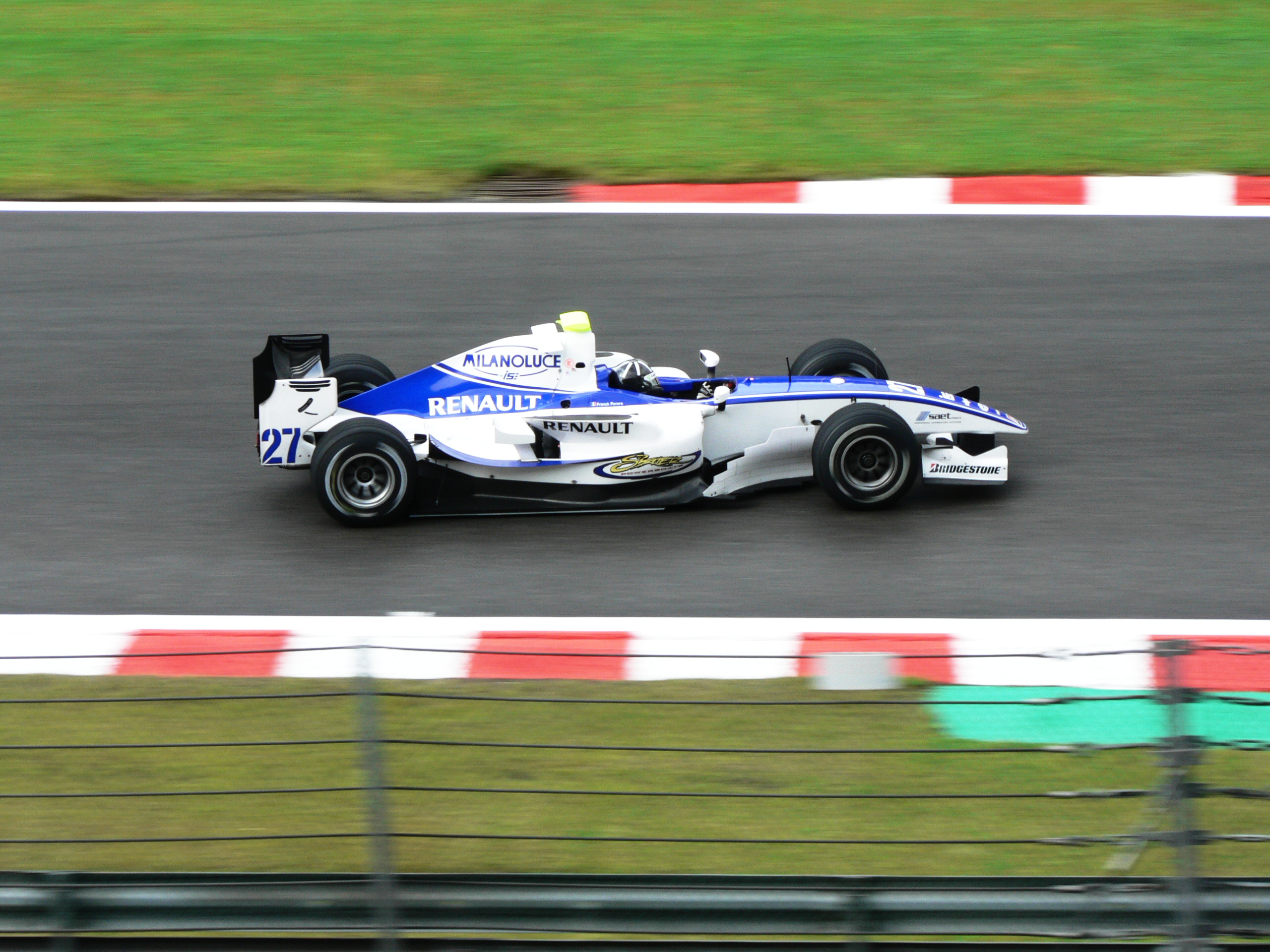
Frank Perera i GP2 Series 2009.